# Кремсмюнстер
Кремсмюнстер (на немски: Kremsmünster) е селище в Горна Австрия на река Кремс.
Има 6462 жители (на 1 януари 2012).
Намиращият се в селището манастир е на 1200 години, основан през 777 г. от баварския херцог Тасило III на мястото, където е намерен синът му Гюнтер, убит при лов.
В манастира се намират библиотека със 160 000 книги, от 1549 гимназия и от 1748 г. обсерватория, най-старата висока сграда в Европа. През селището е минавал през 19 век Meridianbogen Kremsmünster.